# Molay (Alto Saona)
 Molay  es una población y comuna francesa, situada en la región de Franco Condado, departamento de Alto Saona, en el distrito de Vesoul y cantón de Vitrey-sur-Mance.
En el siglo XIII, fue el lugar de nacimiento de Jacques de Molay, el último gran maestre de la Orden del Temple.

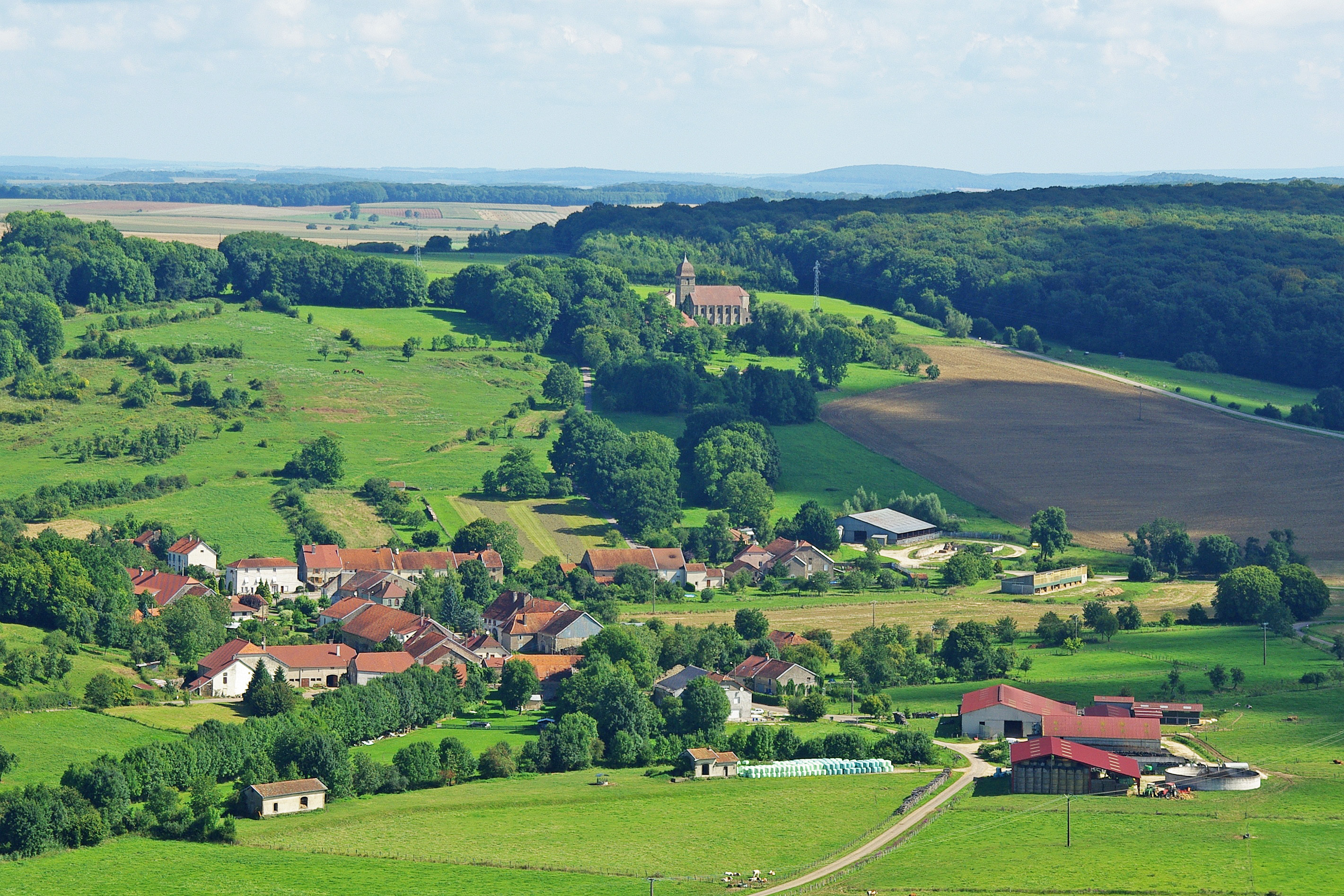
Molay 70120 vue depuis la Pierre qui vire 08 2009

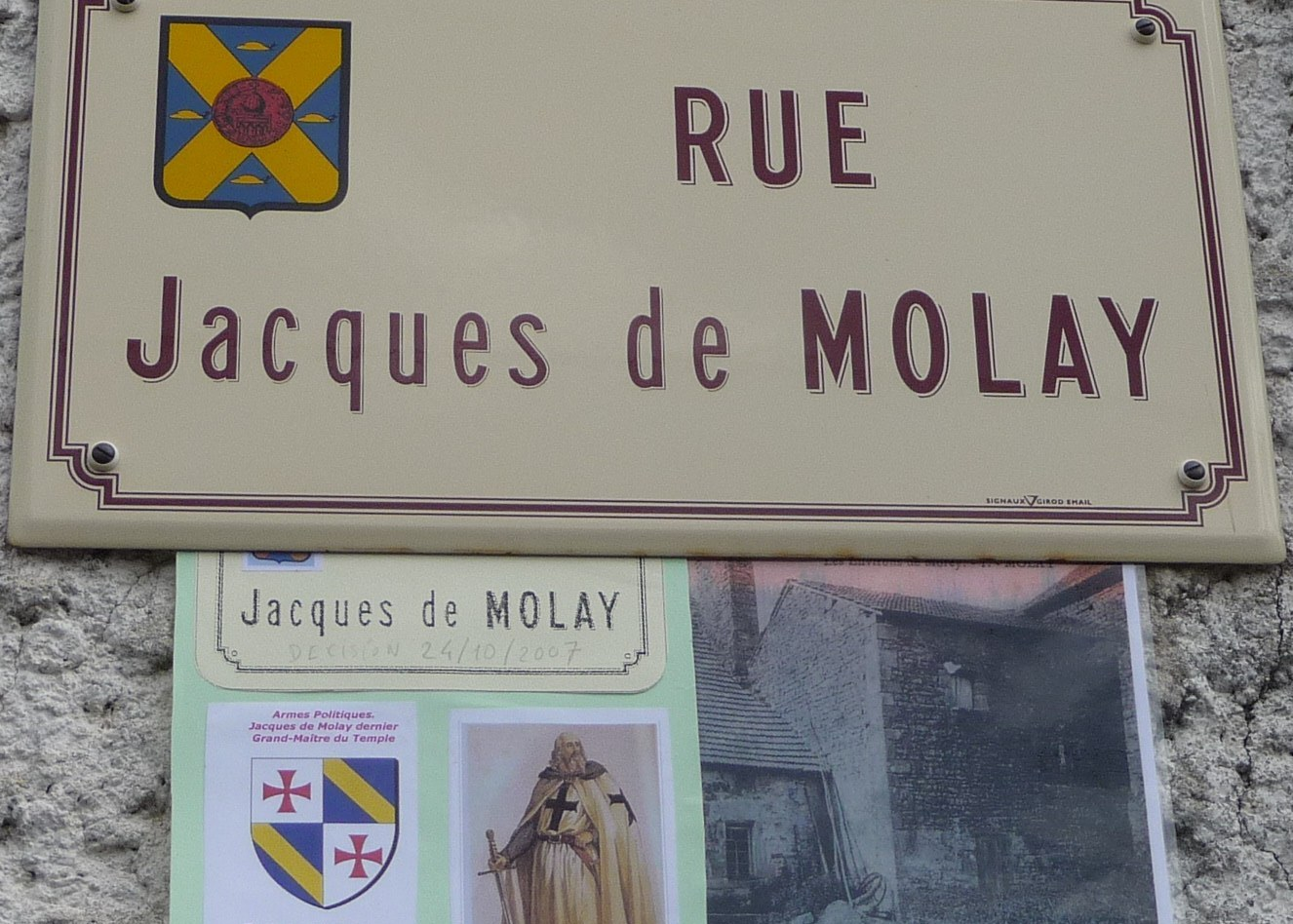
24 octobre 2007 présentation de la rue Jacques de Molay en remplacement de rue de la Mairie

## Demografía

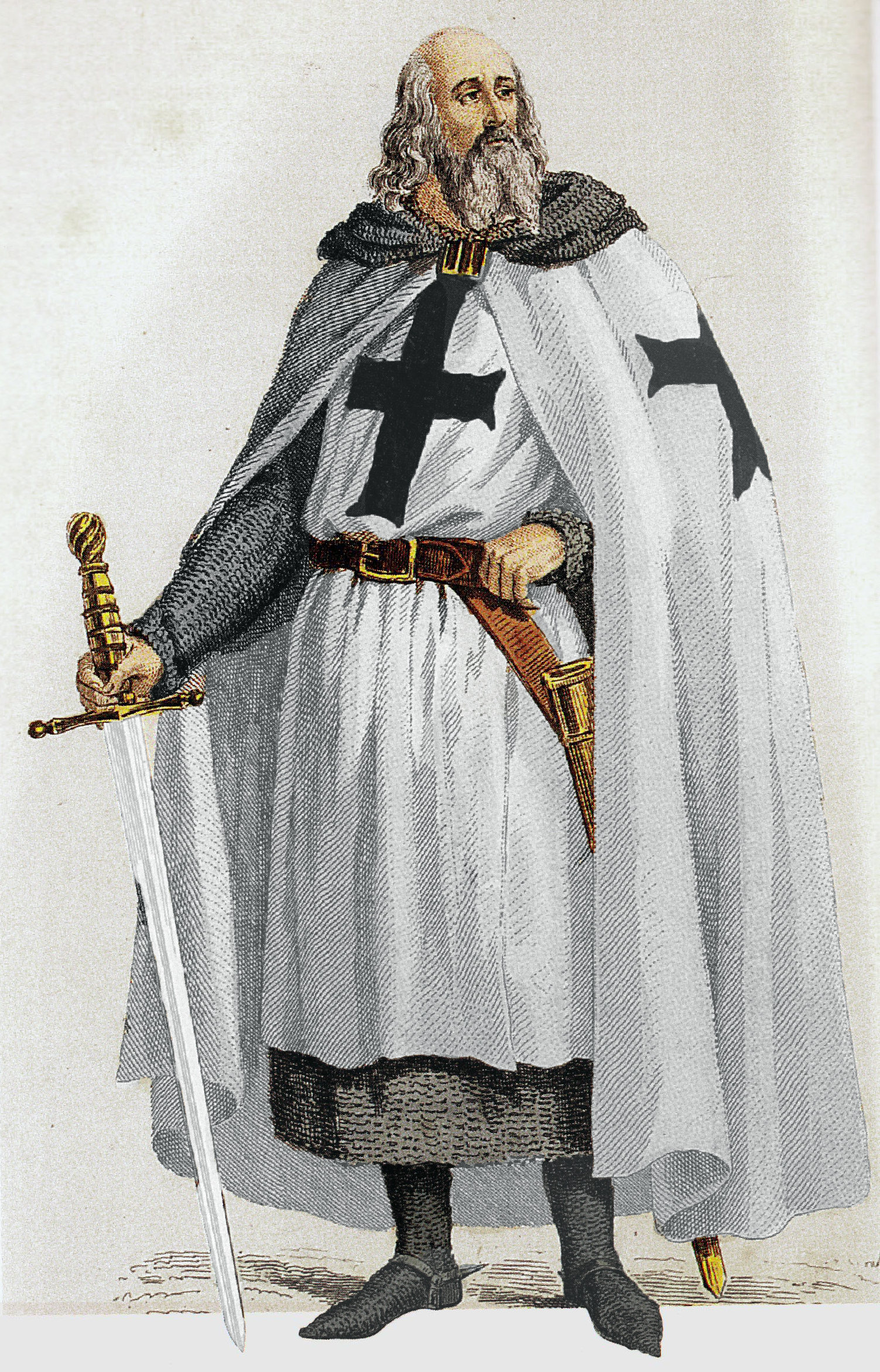
Jacques de Molay

| 84 | 90 | 73 | 72 | 59 | 51 | 55 |
| Para los censos de 1962 a 1999 la población legal corresponde a la población sin duplicidades (Fuente: INSEE [Consultar]) |    |    |    |    |    |    |